# جامعة باوي الحكومية
جامعة ولاية باوي هي جامعة عامة للسود تاريخياً في مقاطعة برينس جورج بولاية ماريلاند شمال باوي. إنها جزء من نظام جامعة ماريلاند. تأسست عام 1865، وهي أقدم جامعة تاريخية للسود في ولاية ماريلاند وواحدة من أقدم عشر جامعات في البلاد. الجامعة هي مدرسة عضو في مؤسسة كلية ثورغود مارشال.

## التاريخ
جامعة ولاية باوي هي أقدم كليات وجامعات السود تاريخياً (HBCU) في ماريلاند تأسست عام 1865 من قبل جمعية بالتيمور للتحسين الأخلاقي والتعليمي للأشخاص الملونين كمدرسة تعليمية. استخدمت المدرسة المساحة لأول مرة في الكنيسة المعمدانية الأفريقية في شارع كالفيرت وشارع ساراسوتا في بالتيمور بولاية ماريلاند. في عام 1867، تم شراء منشأة مخصصة في مكان قريب في شارع ساراسوتا وشارع كورتلاند، وتم تسمية المدرسة رسميًا باسم مدرسة بالتيمور العادية للمعلمين الملونين. بعد إعادة تنظيمها في عام 1883 باسم مدرسة بالتيمور العادية، قامت بتعليم الأمريكيين الأفارقة ليكونوا مدرسين للطلاب الأمريكيين من أصل أفريقي حتى عام 1908. في ذلك الوقت، أصبحت المدرسة مؤسسة حكومية للتدريس في إطار وزارة التعليم بولاية ماريلاند وأعيد تسميتها كمدرسة عادية رقم 3.
بعد ذلك بوقت قصير، في عام 1910، انتقلت المدرسة إلى مزرعة جيريشو، وهي عبارة عن حرم جامعي بمساحة 187 فدانًا في مقاطعة برينس جورج. كان يعيش حوالي 60 طالبًا في المزرعة القديمة. تم تغيير اسم المدرسة في عام 1914 إلى مدرسة ماريلاند للمعلمين والصناعيين في باوي. تمت إضافة درجة مهنية مدتها سنتان في عام 1925، وبرنامج مدته ثلاث سنوات في عام 1931، وبرنامج مدته أربع سنوات لمعلمي المدارس الابتدائية في عام 1935، وبرنامج مدته أربع سنوات لمعلمي المدارس الإعدادية في عام 1951، وبرنامج مدته أربع سنوات لمعلمي المدارس الثانوية عام 1961. تقديراً لدورها الرئيسي، تم تغيير اسم المدرسة في عام 1935 إلى كلية ماريلاند للمعلمين في باوي.
في عام 1963، تم تسمية كلية ولاية باوي رسميًا بمدرسة الفنون الحرة - مع تخصصات إضافية في اللغة الإنجليزية والتاريخ والعلوم الاجتماعية - على الرغم من استمرار التركيز على تعليم المعلمين. أضيفت درجة الماجستير في التربية عام 1969.
تم تغيير اسم المدرسة إلى جامعة ولاية باوي في عام 1988، كعضو في نظام جامعة ولاية ماريلاند. في العقود اللاحقة، استمرت الجامعة في التوسع، لا سيما في المجالات المهنية والعلوم والتكنولوجيا والهندسة والرياضيات (STEM). في عام 1992، أصبحت أول جامعة سوداء تتوسع في الخارج، مع برامج الدراسات العليا للأفراد العسكريين المتمركزين في الخارج. بحلول عام 2017، قدمت المدرسة أكثر من 20 تخصصًا جامعيًا و30+ درجة متقدمة أو برنامج شهادات.
في 29 أكتوبر 2015 من أول تصنيف على الإطلاق لمجلة The Economist للكليات في أمريكا، والذي استند إلى تقدير إحصائي لكل كلية يعتمد حصريًا على عوامل مثل متوسط الدرجات، ونسبة الجنس، وانقسام العرق، وحجم الكلية، سواء كانت جامعة كانت عامة أو خاصة، ومزيج المواد التي اختارها الطلاب للدراسة مقابل مقدار الأموال التي كان سيحققها الطلاب السابقون. احتلت جامعة ولاية باوي المرتبة رقم 61 في القائمة وكانت رقم 1 في ولاية ماريلاند.
في عام 2020، تبرعت ماكنزي سكوت بمبلغ 25 مليون دولار أمريكي لولاية باوي. تبرعها هو أكبر هدية فردية في تاريخ الولاية.

## أكاديمية
تضم الجامعة 22 تخصصًا جامعيًا و19 برنامجًا للماجستير وبرنامجين للدكتوراه و14 برنامجًا للشهادة في تخصصات متنوعة مثل علوم الكمبيوتر والتعليم وتنمية الموارد البشرية والتواصل التنظيمي والتمريض. بالشراكة مع كلية جامعة ميريلاند، أصبحت أول جامعة سوداء تاريخيًا تضم دراسات خارجية. كانت أيضًا أول جامعة في البلاد تقدم درجة البكالوريوس في علم الطفولة.
في عام 1995، منحت وكالة ناسا والمؤسسة الوطنية للعلوم 27 مليون دولار كواحدة من ست مدارس فقط في الدولة أعلنت عن مؤسسات نموذجية للتميز في العلوم والهندسة والرياضيات. وقد أدى ذلك إلى تعزيز برنامج علوم الكمبيوتر المتنامي؛ في عام 1999، وافقت لجنة التعليم العالي بولاية ماريلاند على التركيز الإضافي للمدرسة في مجال الكمبيوتر والتكنولوجيا. منذ ذلك الحين تم إضافة برامج جديدة متعلقة بالتكنولوجيا بما في ذلك الاتصالات المرئية وفنون الوسائط الرقمية (VCDMA) وتكنولوجيا الموسيقى وقسم علوم الكمبيوتر المعزز. أضافت الجامعة مؤخرًا تركيزات في تصميم الأزياء وتصميم الإعلانات والرسوم المتحركة وصناعة الأفلام الرقمية والمزيد.
الجامعة هي موطن لمركز ميريلاند، وهي منظمة غير ربحية تأسست عام 1998 لتقديم خدمات المجتمع. بالشراكة مع إدارة الخدمات العامة الفيدرالية، يستضيف الحرم الجامعي مركز العمل عن بعد بجامعة ولاية باوي.
تقدم جامعة ولاية باوي برنامجًا مع مرتبة الشرف للطلاب الجامعيين الموهوبين أكاديميًا والطموحين.

### المدارس والأقسام
كلية الآداب والعلوم
- مجال الاتصالات
- علوم الكمبيوتر
- الفنون الجميلة والمسرحية
- التاريخ والحكومة
- اللغة والأدب والدراسات الثقافية
- الرياضيات
- العلوم العسكرية
- العلوم الطبيعية
- التكنولوجيا والأمن

كلية الأعمال
- المحاسبة والمالية والاقتصاد
- نظم المعلومات الإدارية
- الإدارة والتسويق والإدارة العامة

كلية التربية
- تقديم المشورة
- البعثات التعليمية
- التدريس والتعلم والتطوير المهني

كلية الدراسات المهنية

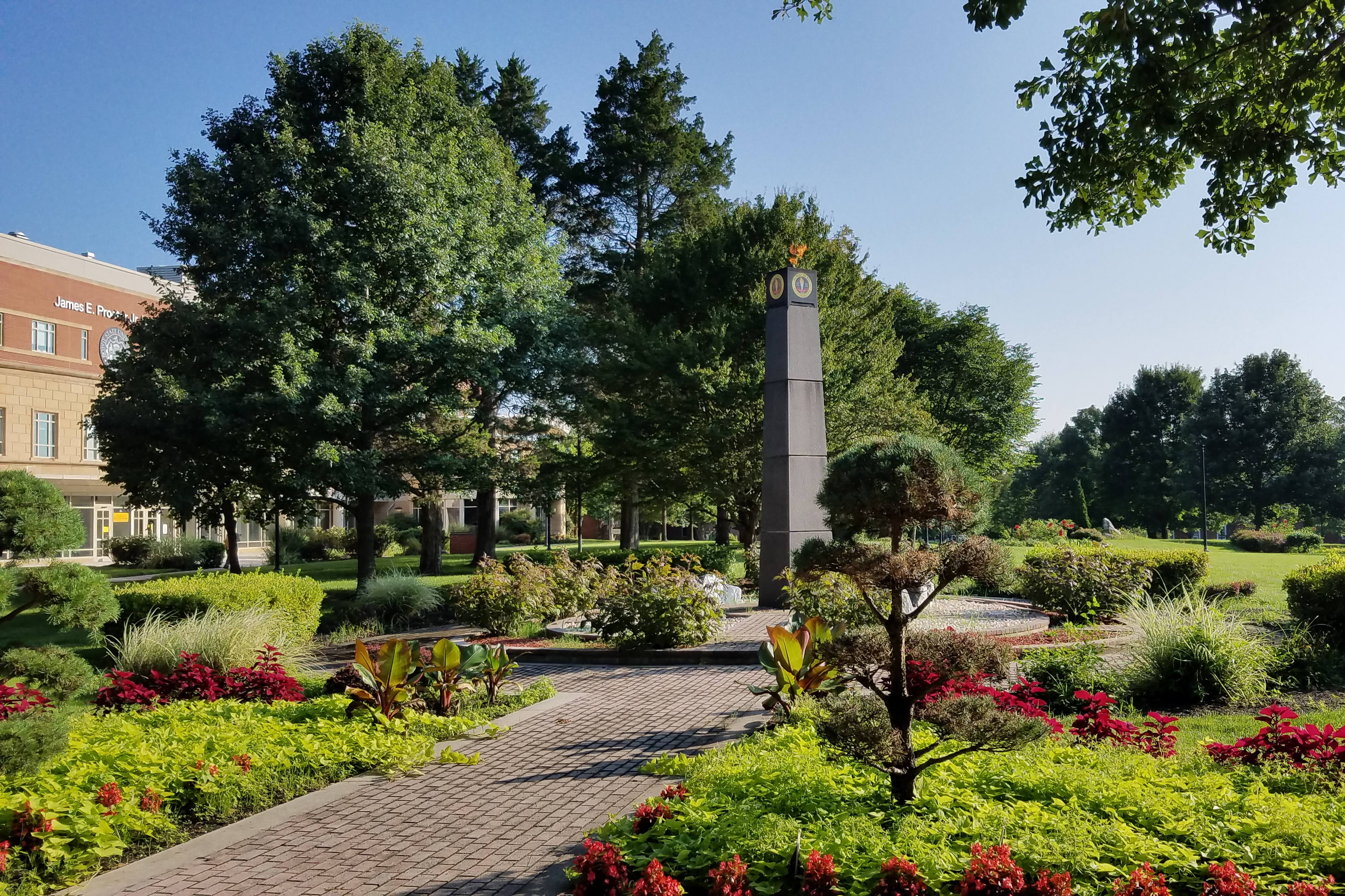
شعلة ولاية بوي

- العلوم السلوكية والخدمات الإنسانية
- التمريض
- علم النفس
- الخدمة الاجتماعية

## الحرم الجامعي والمرافق

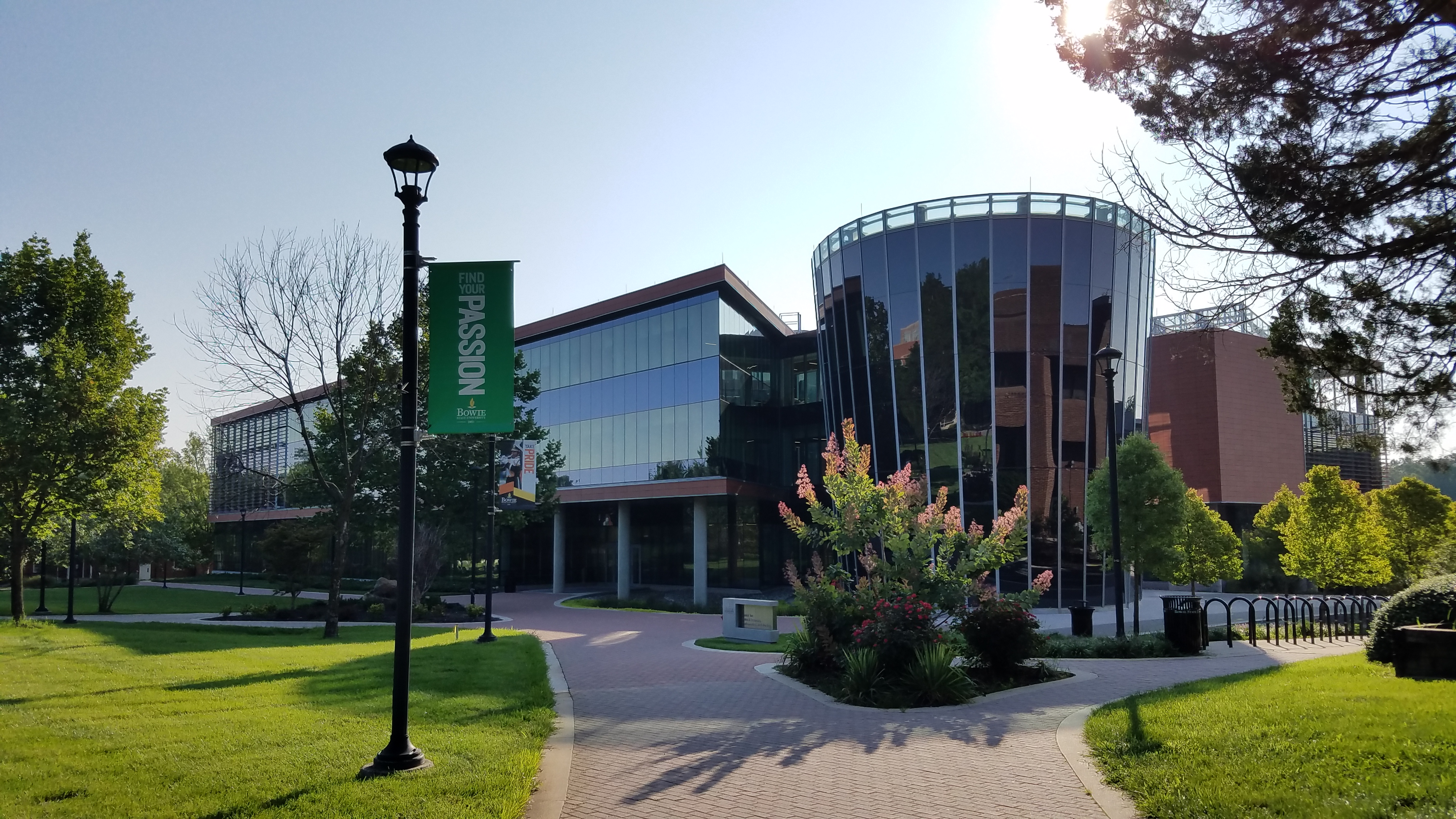
مركز العلوم الطبيعية والرياضيات والتمريض

يتألف الحرم الجامعي من 23 مبنى بمساحة تزيد عن 988897 قدم مربع (92000 م 2 ). تقع في بوي بولاية ماريلاند بين المناطق الحضرية في بالتيمور (25 ميلاً) وواشنطن العاصمة (17 ميلاً). توفر محطة قطار مارك ومحطات المتروباص داخل الحرم الجامعي إمكانية الوصول إلى وسائل النقل المحلية. توجد شبكات Wi-Fi وأجهزة كمبيوتر عامة في جميع أنحاء الحرم الجامعي لاستخدام الطلاب.
يعيش 23 بالمائة من الطلاب في الحرم الجامعي في سبع قاعات سكنية. تشمل فعاليات الحرم الجامعي عروضاً ثقافية ومحاضرات وفعاليات رياضية. أقدم مبنى لا يزال قيد الاستخدام هو قاعة هاريت توبمان، التي بُنيت عام 1921. تم افتتاح مبنى اتحاد الطلاب، الذي تبلغ مساحته 85,000 قدم2 (7,900 م2) والذي حل محل مركز وايزمان القديم، في عام 2013. ومن التحسينات الأخرى التي أدخلت مؤخرًا على الحرم الجامعي مركز الفنون الجميلة والعروض المسرحية الذي تبلغ تكلفته 71 مليون دولارًا أمريكيًا، بمساحة 123,000 قدم مربع مخصصة للفنون والموسيقى والرقص وبرامج المسرح، ليحل محل مركز الفنون السابق مارتن لوثر كينج جونيور.
يضم مركز الأعمال والدراسات العليا الذي تبلغ تكلفته 17.6 مليون دولار أمريكي كلية إدارة الأعمال وكلية الدراسات العليا ومكتب القبول للدراسات العليا وأكاديمية الجامعة لريادة الأعمال ومركز جامعة باوي لابتكار الأهمال، وهو أول مسرع أعمال يتم افتتاحه في جامعة ماريلاند ضمن جامعات وكليات السود التاريخية. تشمل المرافق الأخرى شقق للسكن، ومبنى علوم الكمبيوتر، ومنشأة تخدم برامج علوم الكمبيوتر وتكنولوجيا الكمبيوتر، ومركز تكنولوجيا التعلم (CLT) الذي تبلغ قيمته 6.5 مليون دولار، والذي يخدم كلية الدراسات المهنية.
في الحرم الجامعي، يعد مركز جامعة ولاية باوي للتحكم في عمليات الأقمار الصناعية (BSOCC) مركزًا للتحكم وتشغيل الأقمار الصناعية يدور حوله مما يسمح للطلاب باكتساب خبرة عملية. في عام 2003، أصبح المركز يعمل بكامل طاقته. وهو مشروع مشترك تديره الجامعة وشركة هانيويل، ومركز جودارد لرحلات الفضاء التابع لناسا في غرينبيلت بولاية ماريلاند.
في سبتمبر 2007، بدأت الجامعة مفاوضات مع مقاطعة برينس جورج لنقل 214 أكر (0.87 كـم2) من الأراضي للمدرسة. وفقًا لوثائق المقاطعة، لن تكلف الأرض، التي تبلغ قيمتها 1.3 مليون دولار أمريكي، الجامعة شيئًا إذا استُثمرت «للاستخدامات التعليمية بما في ذلك المرافق التي تفيد رفاهية الطلاب وأعضاء هيئة التدريس في تجربتهم التعليمية في الجامعة». إن إضافة هذه الأرض ستزيد حجم الجامعة بنسبة 63%. التركيز الرئيسي للأرض هو تطوير مساكن طلابية إضافية. سيتم استخدام الأرض أيضًا لإنشاء العديد من شركات البيع بالتجزئة التي ستلبي احتياجات الطلاب والمجتمع.

## منظمة

### قسم السلامة العامة
إدارة السلامة العامة أو شرطة الحرم الجامعي (BSUDPS أو BSUPD) هي وكالة إنفاذ القانون الأساسية للجامعة وهي مكلفة بحماية الحياة والممتلكات في مساحة 338.5 أكر (1.370 كـم2). تُساعد إدارة شرطة مقاطعة برينس جورج إدارة السلامة في الجرائم الكبرى وغيرها من الحوادث التي تعتبرها السلطة مناسبة.
بدأت إدارة السلامة فترة عملها كقوة أمنية في 8 أبريل 1908، بوقف أولي قدره 187 أكر (0.76 كـم2) من ممتلكات الحرم الجامعي. جميع الضباط الخاضعين لسلطة إدارة السلامة «مخوّلون بسلطة شرطة كاملة بموجب أحكام العنوان 13، العنوان الفرعي 6، القسم 13-601، المادة التعليمية، وقانون ماريلاند المشروح. بالإضافة إلى ذلك، يُمنح ضباط الشرطة سلطة قضائية إضافية على النحو المنصوص عليه في قانون الإجراءات الجنائية، العنوان 2، العنوان الفرعي 1، القسم 2-102».
تتبع إدارة السلامة العامة تقاريرها مباشرة إلى مكتب نائب الرئيس لشؤون الطلاب والحياة الجامعية. بالإضافة إلى إنفاذ قوانين ولاية ماريلاند والقوانين الخاصة بمقاطعة برينس جورج، تفرض إدارة السلامة لوائح الجامعة، والتي يتم التعامل معها بعد ذلك من قبل العميد.
رئيس الشرطة الحالي / مدير السلامة العامة هو إرنست ل.وايتيرز. اعتبارًا من عام 2008، تضم إدارة السلامة ما يلي:
- رئيس الشرطة
- 7 ضباط محلفين
- 3 مراسلات اتصالات
- 10 مساعدين للسلامة العامة (أفراد أمن غير محلفين)

## ألعاب القوى
يتنافس الرياضيون في ولاية بوي في القسم الشمالي من الرابطة الرياضية بين الكليات المركزية، في القسم الثاني من الرابطة الوطنية لرياضة الجامعات. يتنافسون و/ أو يتدربون في الحرم الجامعي في ملعب بولدوج، ومجمع ليونيداس إس.جيمس للتربية البدنية، وأرينا جوردان أي سي. يلعب البولدوج الرياضات التالية:
- كرة السلة
- البولينج
- العدو الريفي
- كرة القدم
- المضمار والميدان الداخلي
- المسار والميدان في الهواء الطلق
- الكرة اللينة
- التنس
- الكرة الطائرة

بالإضافة إلى ذلك، ترعى الجامعة الأندية الرياضية للطلاب على المستويات الداخلية والترفيهية. يوجد أيضًا في غرفة اللياقة في مجمع التربية البدنية ليونيداس جيمس ساعات مفتوحة للطلاب وأعضاء هيئة التدريس والموظفين.

## الحياة الطلابية
يوجد في الجامعة العديد من النوادي الأكاديمية والأخويات وجمعيات الشرف والمنظمات والجمعيات النسائية والجمعيات الطلابية داخل الحرم الجامعي. وتُعتبر نوادي الكومبيوتر والتعليم والفرنسية والتاريخ من الأمثلة على النوادي الأكاديمية. تسمح النقابة الفنية والفرق الموسيقية والحفلات الموسيقية ومجموعات الجاز وغيرها للطلاب باستكشاف الفنون الجميلة والأداء.

### الاخويات والجمعيات النسائية
منظمات المجلس الوطني اليوناني
- ألفا فاي ألفا
- ألفا كابا ألفا
- دلتا سيجما ثيتا
- كابا ألفا بسي
- أوميغا بسي فاي
- فاي بيتا سيجما
- زيتا فاي بيتا
- سيجما جاما رو
- إيوتا فاي ثيتا

المنظمات الاجتماعية
- جروف فاي جروف
- سوينغ فاي سوينغ
- ألفا نو أوميغا
- تشي إيتا فاي
- كابا كابا بسي
- تاو بيتا سيجما
- لامدا لامدا لامدا

جمعيات الشرف
تشمل جمعيات الشرف الممثلة في الجامعة ما يلي:
- دلتا مو دلتا
- لامدا بي إيتا
- سيجما تاو دلتا

### وسائط
اعتبارًا من عام 2017، تمتلك الجامعة صحيفة طلابية واحدة: (The Spectrum).
قناة (BSU-TV 74) هي محطة تلفزيون الكابل التي تبث على مدار الساعة لمجتمع الجامعة، وتبث قناة الراديو البرامج عبر الإنترنت. يتم تشغيل كلتا المحطتين تحت رعاية دائرة الاتصالات. وقد حولت الجامعة البث من التكنولوجيا التناظرية إلى الرقمية. تم إطلاق قناة الراديو في عام 2018 بدعم من راديو وان ومقره ماريلاند.

### موسيقى
سمفونية سول (The Symphony of Soul)، المعروف أيضًا باسم SOS، هو اسم الفرقة الموسيقية / المسيرة / الحماسية في جامعة ولاية باوي. تلقت الفرقة مراجعات رائعة بعد العروض الجماعية، وكذلك عند تمثيل الجامعة في الخارج. خلال فصل الخريف، يتوقع الطلاب دائمًا المسيرة المرتجلة المعتادة عبر الحرم الجامعي بواسطة الفرقة. كانوا أيضًا جزءًا من افتتاح موسم NFL 2007-2008 حيث قاموا بأداء النشيد الوطني مع أريثا فرانكلين وشاركوا المسرح مع فنان تسجيل آخر مثل إيروسميث وبريتني سبيرز وماري جي بليج وآخرين.

## خريجون متميزون
- جوفان أديبو - ممثل.
- والي– رابر.[36]
- توني براكستون – مغني وكاتب أغاني.[37]
- كريستا ماك أوليف – معلم قٌتل في مكوك الفضاء تشالنجر.[38]
- إسحاق ريدمان – لاعب كرة قدم أمريكية سابق.[39]

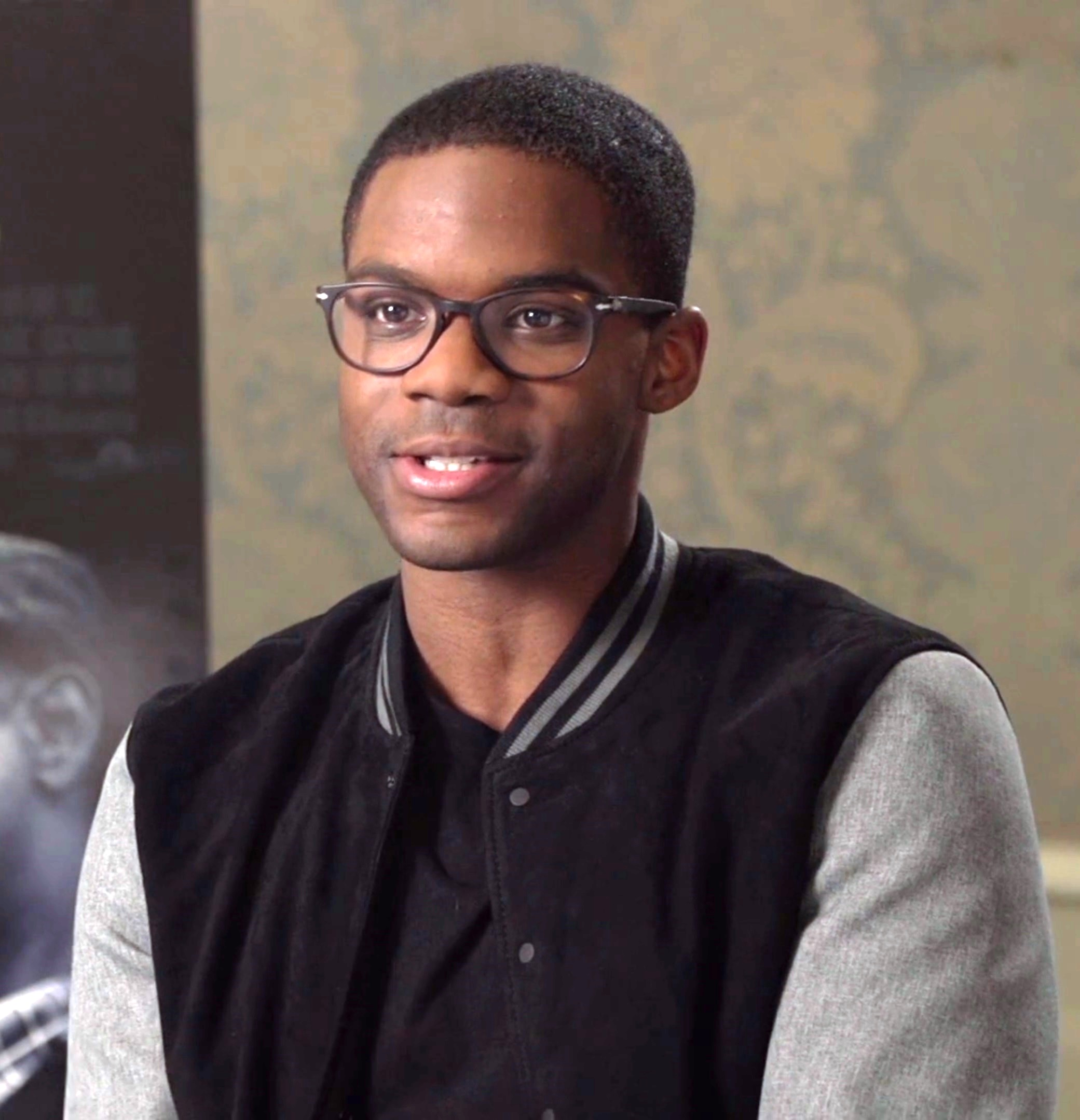
جوفان أديبو
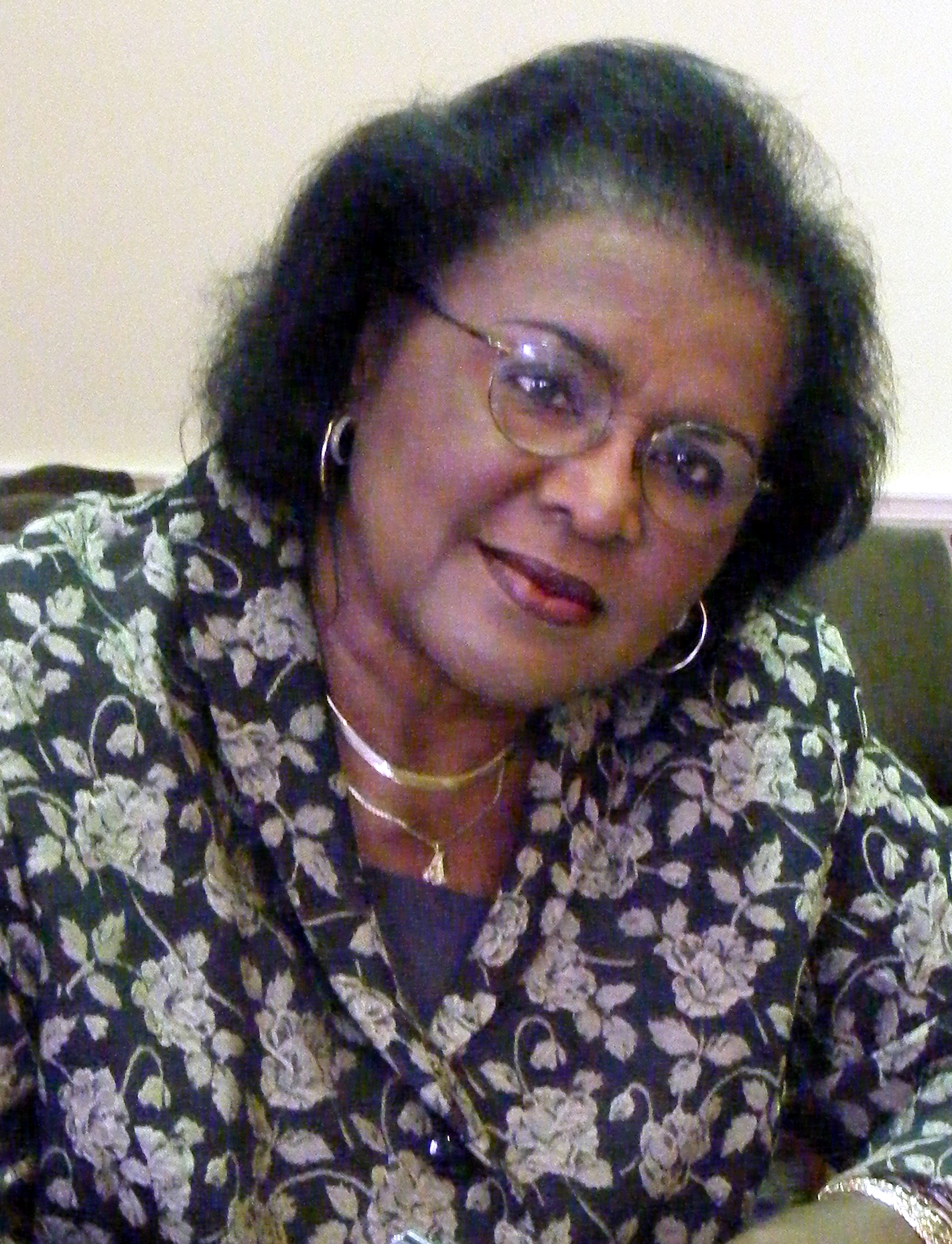
جوان سي بنسون
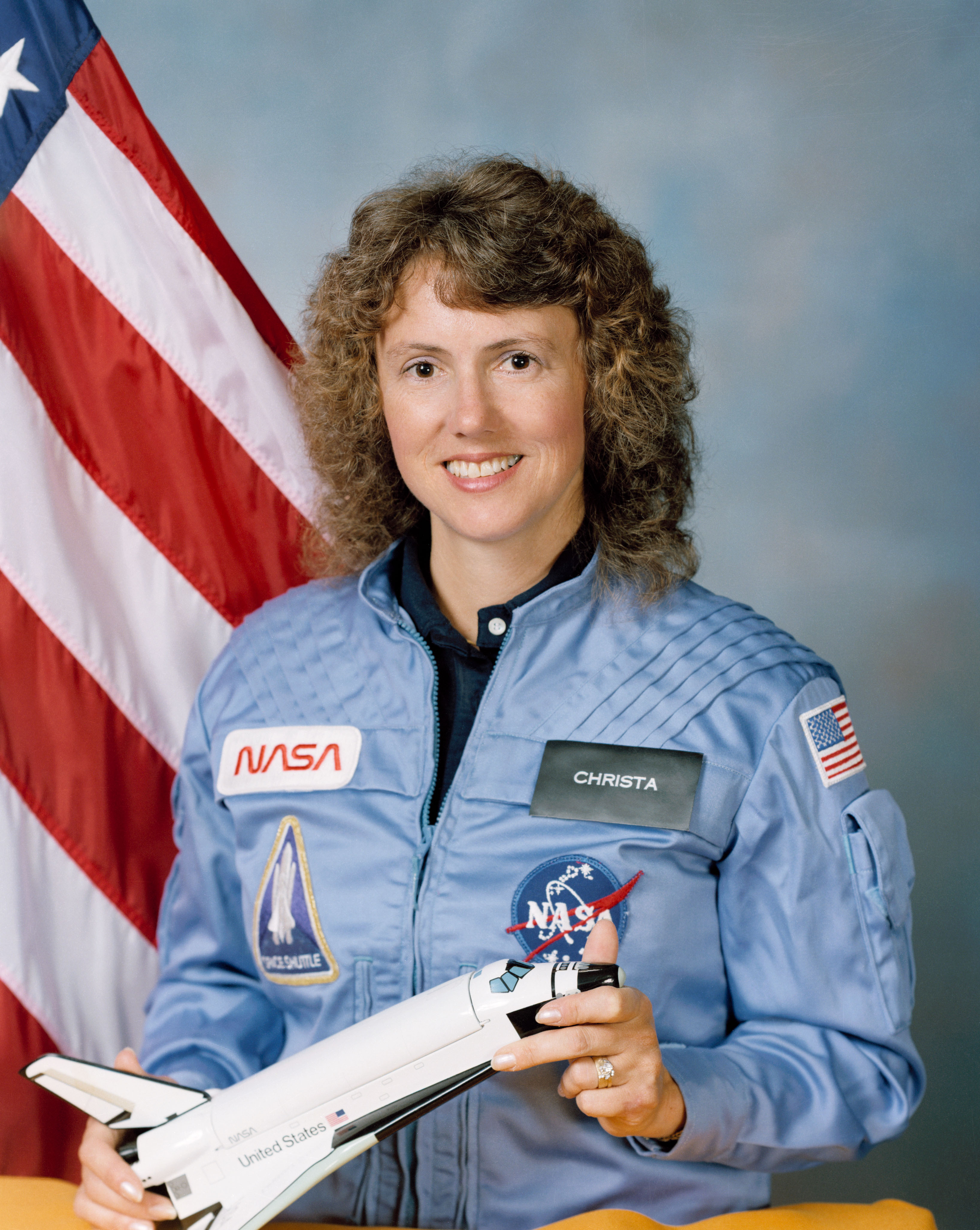
كريستا مكوليف
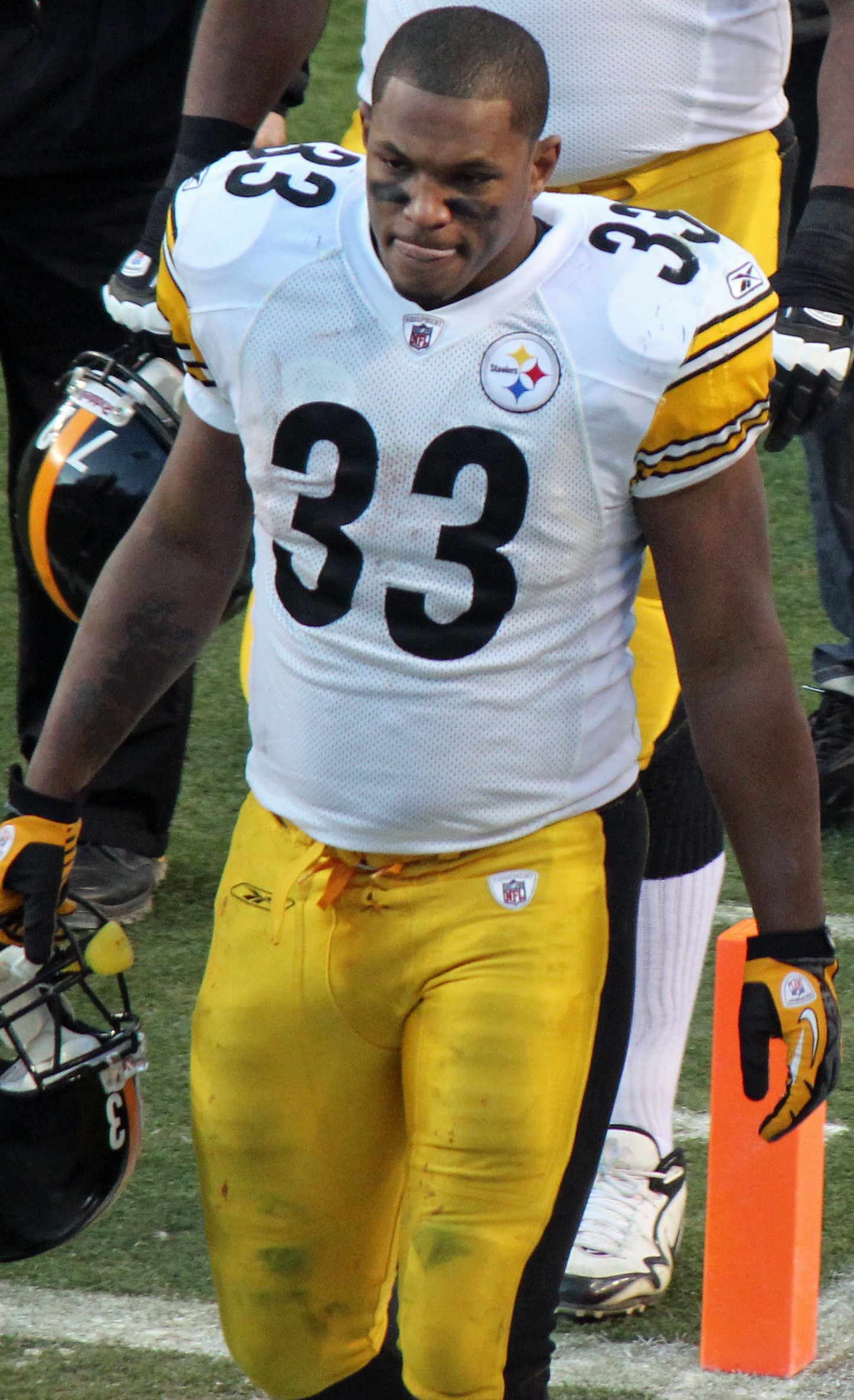
إسحاق ريدمان

## روابط خارجية
- الموقع الرسمي
- الموقع الرسمي لألعاب القوى